# Pablo Gavilán
Pablo Martín Gavilán Fernández (ur. 18 czerwca 1989 w Asunción) – paragwajski piłkarz grający na pozycji bramkarza. W sezonie 2021 występuje w klubie Club Sol de América.

## Kariera klubowa

### Cerro Porteño
25 maja 2011 zadebiutował w klubie Cerro Porteño występem w meczu z Club Atlético 3 de Febrero (1:1). Łącznie dla Cerro Porteño wystąpił w 54 spotkaniach, nie zdobywając żadnej bramki.

### Deportivo Santaní
Trafił na wypożyczenie do Deportivo Santaní 1 stycznia 2015, ale debiut dla tego klubu zaliczył dopiero 20 września 2015 w przegranym 2:1 spotkaniu przeciwko swojemu dawnemu zespołowi – Cerro Porteño. Ostatecznie dla Deportivo Santaní rozegrał dziewięć meczów, w których nie strzelił żadnego gola.

### Independiente FBC
1 stycznia 2017 został wypożyczony do Independiente FBC. 5 lutego 2017 zadebiutował dla zespołu w meczu z Club Sol de América (1:1). Swojego pierwszego gola dla klubu strzelił 3 marca 2017 w wygranym 1:4 spotkaniu przeciwko Sportivo Trinidense; piłka trafiła do siatki po rzucie karnym. Pierwszą bramkę z gry zdobył 26 sierpnia 2017 ponownie w meczu z Club Sol de América (wyg. 4:1), notując dublet. Łącznie w barwach Independiente FBC wystąpił w 56 spotkaniach, zdobywając trzy bramki.

### Club River Plate
1 stycznia 2019 podpisał kontrakt z Club River Plate. Debiut dla tego klubu zaliczył 22 stycznia 2019 w meczu z Sportivo San Lorenzo (przeg. 1:0). Pierwszą bramkę dla klubu zdobył 12 grudnia 2020 w zremisowanym 1:1 spotkaniu przeciwko Club Nacional – strzelając gola po rzucie karnym w 12. minucie doliczonego czasu gry drugiej połowy. Łącznie dla Club River Plate rozegrał 70 meczów, w których strzelił jednego gola.

### Club Sol de América
1 lutego 2021 przeniósł się do Club Sol de América, a już sześć dni później zadebiutował w zespole w przegranym 1:3 spotkaniu przeciwko swojej byłej drużynie – Cerro Porteño. Do 26 kwietnia 2021 w barwach Club Sol de América wystąpił w dziewięciu spotkaniach, nie zdobywając żadnej bramki. 

## Sukcesy
Sukcesy w karierze klubowej:
- Primera división paraguaya – 2x, z Cerro Porteño, sezon 2012 (Apertura), sezon 2013 (Clausura)
- Primera división paraguaya – 4x, z Cerro Porteño, sezon 2011 (Clausura), sezon 2014 (Clausura), sezon 2018: Apertura i Clausura